# 萊爾角

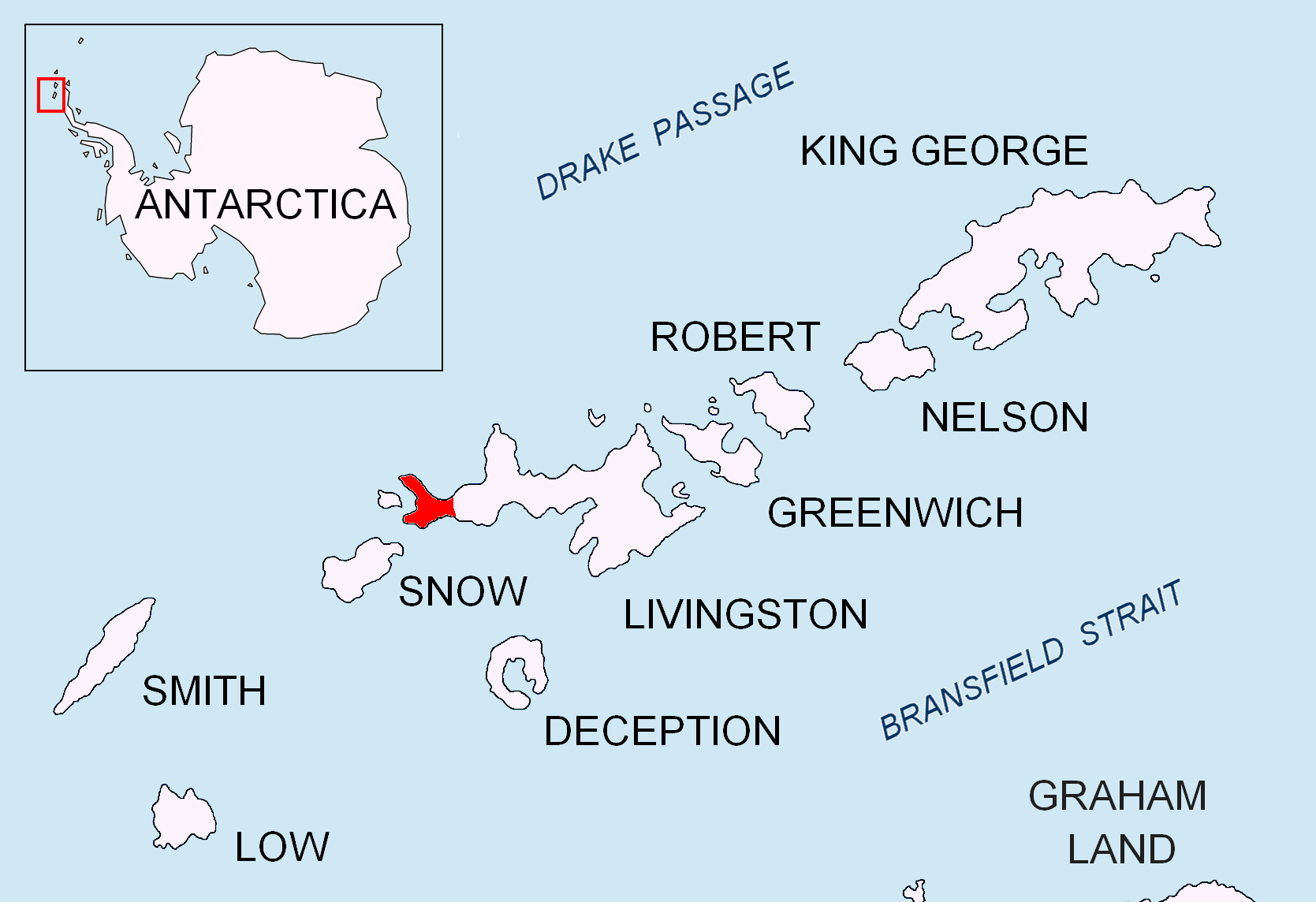

萊爾角（英語：Lair Point）是南極洲的海岬，位於南設得蘭群島的利文斯頓島，處於維拉德角東南面1.16公里和內德利亞角以西2.94公里，現時由南極條約體系管理。

## 外部連結
- SCAR Composite Antarctic Gazetteer（页面存档备份，存于）.

62°36′54″S 61°02′07″W / 62.61500°S 61.03528°W